# Phong Minh
Phong Minh là một xã thuộc huyện Lục Ngạn, tỉnh Bắc Giang, Việt Nam.

## Địa lý
Xã Phong Minh có diện tích 48,63 km², dân số năm 2023 là 3.008 người, mật độ dân số đạt 61 người/km².

## Lịch sử
Ngày 27 tháng 10 năm 1962, Quốc hội ban hành Nghị quyết về việc thành lập tỉnh Hà Bắc trên cơ sở tỉnh Bắc Giang và tỉnh Bắc Ninh. Khi đó, xã Phong Minh thuộc huyện Lục Ngạn, tỉnh Hà Bắc.
Ngày 6 tháng 11 năm 1996, Quốc hội ban hành Nghị quyết về việc chia tỉnh Hà Bắc thành tỉnh Bắc Giang và tỉnh Bắc Ninh. Khi đó, xã Phong Minh thuộc huyện Lục Ngạn, tỉnh Bắc Giang.